# Bujar Nishani
Bujar Faik Nishani (29. září 1966 Durrës, Albanie – 28. května 2022) byl v letech 2012 až 2017 albánský prezident.

## Vzdělání a rodina
V roce 1988 dokončil Vojenskou akademii Skënderbej. V roce 1996 vystudoval jako magistr v San Antoniu (Texas) a v Kalifornii. V roce 2004 promoval na Právnické fakultě Univerzity v Tiraně, a to v oboru evropská studia.
Byl ženatý s Odetou Nishani a měl 2 děti. Byl zdravotně indisponován, s obtížemi hýbal levou rukou i nohou.

## Politická kariéra
Nishani vstoupil do demokratické strany Albánie v roce 1991, po pádu komunismu. Pracoval jako vedoucí zahraničních vztahů na ministerstvu obrany a poté jako vedoucí vztahů při úřadu NATO na ministerstvu zahraničních věcí. V roce 1996 se vrátil jako člen vlády na ministerstvo obrany. Členem vlády se opět stal jako ministr vnitra od 20. března 2007 do 17. září 2009, od 17. září 2009 do 25. dubna 2011 pak působil ve funkci ministra spravedlnosti a od 25. dubna 2011 do 12. června 2012 byl opět ministrem vnitra.
Dne 12. června 2012, poté, co vyhrál prezidentské volby (73 hlasů ze 140 poslanců parlamentu), Nishani odstoupil z funkce ministra vnitra. Od 24. července 2012 se složením přísahy stal 6. prezidentem Albánie. Po uplynutí pětiletého období, 24. července 2017, byl ve funkci nahrazen dosavadním předsedou parlamentu Ilirem Metou.

## Vyznamenání a ocenění

### Státní vyznamenání
- velkokříž s řetězem Řádu zásluh o Italskou republiku – Itálie, 27. února 2014[3][4]
- Řád Stará planina I. třídy – Bulharsko, 2016
- řetěz Maltézského záslužného řádu – 2016[5]

### Ostatní ocenění
- čestný občan města Libohovë – 2013
- Raoul Wallenberg Award – 2015[6]
- čestný občan města Skadar – 2016[7]
- čestný občan města Prizren – 2017[8]
- čestný občan města Glogovac – 2017[9]